# Ipotesi Geschwind-Galaburda
L'ipotesi Geschwind-Galaburda è una teoria neurologica proposta nel 1985 da Norman Geschwind e Albert Galaburda, che mette in relazione le abilità cognitive dei due sessi con la lateralizzazione delle funzioni cerebrali.
L'idea di base è che le differenze nei tempi di maturazione degli emisferi cerebrali sono mediate dai livelli di testosterone nel sistema circolatorio e che la maturazione sessuale fissa l'evoluzione dei due emisferi dopo la pubertà.
Secondo questa teoria, il cervello dei maschi raggiunge la piena maturazione più tardi di quello delle femmine e l'emisfero sinistro matura più tardi del destro.